# Попово (Кичменгско-Городецкий район)
Попово — деревня в Кичменгско-Городецком районе Вологодской области.
Входит в состав Кичменгского сельского поселения, с точки зрения административно-территориального деления — в Пыжугский сельсовет.
Расстояние до районного центра Кичменгского Городка по автодороге составляет 15 км. Ближайшие населённые пункты — Труфаново, Алексеево, Мартыново.
Население по данным переписи 2002 года — 29 человек (16 мужчин, 13 женщин). Преобладающая национальность — русские (97 %).